# أرماند ماركيزيه
آرموند ماركيزيه (Armand Marquiset)، كان مُحسنا ونبيلا فرنسيا. وُلد في 29 سبتمبر 1900 بغاني وهي إحدى المناطق الباريسية وتوفي في 14 يوليو 1981 ببيرتنبورت بمقاطعة دونيجال، أيرلندا. أسس العديد من المنظمات، وكانت لديه مكانة هامة في التاريخ الاجتماعي في القرن العشرين.
كان آرموند ماركيزيه ينتمي للطبقة الباريسية الميسورة، تتلمذ على يد ناديا بولونجاي وكان من هواة الفن الذين يحبون عزف البيانو وتلحين الموسيقى. وفي بداية 1930 بدأ ماركيزيه وبدافع ديني بالتخلي عن عالم الموسيقى وانشغل تدريجيا في مساعدة الآخرين.
قام بتأجيج مظاهرات عدة من أجل الحصول على الدعم المادي اللازم من عام 1932 إلى غاية 1939 من أجل إنشاء عدة جمعيات، حيث أسس عام 1932 جمعية «لكي يحيا الفكر» وهي تهدف إلى دعم الممثلين والمثقفين، وأنشأ أيضا المقر الأول لجمعية «أصدقاء الضاحية» عام 1935 بضاحية نانتير والمقر الثاني عام 1936 ببلدية ليلا وتُعنى هذه المنظمة بمساعدة الأطفال المحرومين في المنطقة الباريسية. وبعد مساعدته للأطفال والنازحين أثناء الحرب العالمية الثانية قام بتأسيس في 19 أبريل 1946 جمعية "إخوة الفقراء الصغار" تهدف إلى رعاية المسنين الأكثر فقرا من الناحية الاقتصادية والاجتماعية.
أسس جمعية «إخوة الرجال» عام 1965 وهي تُمثل تاريخيا أول منظمة غير حكومية فرنسية تهتم بشؤون العالم الثالث، وتشهد تحت إمرته تطورا سريعا في كل من آسيا وأفريقيا وأمريكا اللاتينية. وفي عام 1969 تفرغ لإنشاء آخر جمعية له وهي جمعية «إخوة السماء والأرض» التي تهدف لمحاربة العزلة والوحدة التي كان يتوقع أنها أصبحت من بين المشاكل الرئيسية للمجتمع المعاصر.
ألف ماركيزيه كتبا عدة مثل:
- Des Fleurs Avant le Pain «ورود قبل الخبز» 1983.
- De la terre au Ciel «من الأرض إلى السماء» 1978.

## وصلات خارجية
- جمعية لكي يحيا الفكر
- جمعية الإخوة الصغار